# Parné-sur-Roc
 Parné-sur-Roc  es una población y comuna francesa, en la región de Países del Loira, departamento de Mayenne, en el distrito de Laval y cantón de Argentré.
En su territorio passa el Río Jouanne.

## Demografía
| 726 | 674 | 707 | 770 | 821 | 936 | 1157 |
| Para los censos de 1962 a 1999 la población legal corresponde a la población sin duplicidades (Fuente: INSEE [Consultar]) |     |     |     |     |     |      |